# Via Vittorio Veneto
Via Vittorio Veneto, i vardagstal och populärkultur ofta Via Veneto, är det fashionabla huvudstråket i Ludovisiområdet, ett av Roms mer exklusiva bostadsområden. Gatan är uppkallad efter slaget vid Vittorio Veneto, som innebar en avgörande italiensk seger under slutet av första världskriget.
Den trädplanterade Via Veneto förbinder i vida svängar Piazza Barberini med stadsporten Porta Pinciana. Gatan blev centrum för det mondäna livet i Rom i början av 1900-talet och kom att kantas av stora hotell, caféer och butiker. 
Federico Fellinis film La dolce vita från 1960 är till största delen inspelad i området kring Via Veneto. 